# Adolphe Bourgeois (1831-1901)
Pour les articles homonymes, voir Adolphe Bourgeois et Bourgeois.
Adolphe Bourgeois, né le 25 janvier 1831 à Semilly-sous-Laon et mort le 22 mars 1901 à Paris, est un banquier et homme politique français.

## Biographie
Né à Semilly-sous-Laon le 25 janvier 1831, Pierre-Adolphe Bourgeois est le fils Jeanne-Catherine-Joséphine Bourgeois, née Renard, et de Charles Bourgeois.
Après avoir passé son enfance à Cambrai, Adolphe Bourgeois devient vers 1851 l'un des employés de la banque Lécuyer à Saint-Quentin puis à Paris. Tout d'abord simple commis, il est nommé fondé de pouvoir de cet établissement vers 1855. Par la suite, il développe ses activités financières et s'enrichit en travaillant pour l'entrepreneur François-Hubert Débrousse. Dans les années 1870, il dirige la maison Bourgeois et Cie, qui donne naissance en 1880 à la Banque commerciale et industrielle (14 puis 25 rue du Quatre-Septembre), une société anonyme dont il préside le conseil d'administration.
Il appartient également aux conseils d'administration d'autres sociétés, souvent liées aux intérêts de la famille Débrousse. Il est ainsi l'un des administrateurs de la Compagnie des chemins de fer de Picardie et des Flandres, de la Société des mines de Malfidano, de la Compagnie franco-algérienne, des compagnies d'assurances « La Renaissance » et « Le Progrès national », du Crédit foncier de la Marine, de la Société centrale des briqueteries de Vaugirard, de la Société générale d'aménagement des eaux et de la Compagnie maritime du Pacifique.
En 1873, Adolphe Bourgeois épouse Julie Morels (1834-1906), veuve d'Alphonse Descamps (1821-1858), ancien maire de Sainghin-en-Mélantois (Nord). C'est dans cette commune que naît le fils d'Adolphe et Julie, Raymond Bourgeois (1875-1956). Berthe Descamps (1857-1933), fille issue du premier mariage de Mme Bourgeois, épouse en 1879 le député républicain Jules Develle.
Lors des élections législatives de 1881, Bourgeois est le candidat des républicains dans la 5e circonscription de Lille, où se situent ses propriétés et son château de Sainghin, mais il est battu par le député bonapartiste sortant, Georges Brame, par 9 853 voix contre 8 807.
Bourgeois prend sa revanche à l'occasion des élections cantonales du 12 août 1883, en battant Brame dans le canton de Cysoing, avec 2 139 voix contre 2 082. Le sortant dépose un recours, mais celui-ci est rejeté par le Conseil d’État le 18 janvier 1884. En mai de la même année, à l'issue des élections municipales, Bourgeois est élu maire de Sainghin.
Lors des élections législatives de 1885, Bourgeois est inscrit sur la liste opportuniste menée dans le Nord par le ministre Pierre Legrand. Concurrencée par la liste radicale d'Alfred Giard, elle est battue par la liste conservatrice. 115 249 voix (soit 20,8% des inscrits) se sont portées sur le nom de Bourgeois.
Le 30 décembre 1886, il est nommé chevalier de la Légion d'honneur. Des voix s'élèvent alors dans la presse d'opposition pour déclarer que le banquier ne doit cette distinction qu'à la faveur de son gendre Develle, ministre de l'Agriculture dans le gouvernement René Goblet,,.

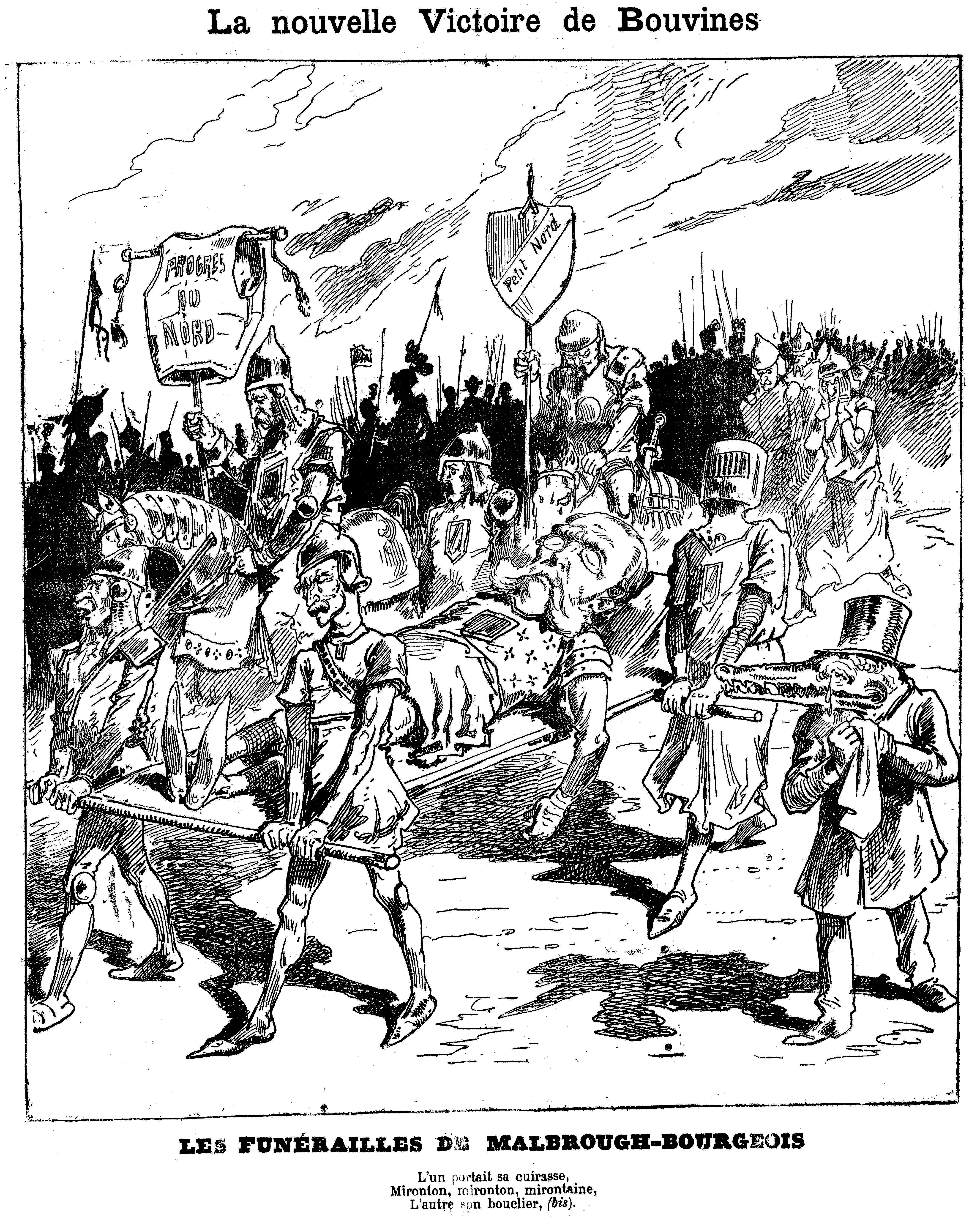
Caricature par Lemot à propos de la défaite de Bourgeois face au maire de Bouvines (Le Lillois, 4 août 1889).

En juillet 1889, Bourgeois est battu aux élections cantonales par le maire conservateur de Bouvines, Félix Dehau.
Mort le 22 mars 1901 à son domicile parisien de la rue du Faubourg-Saint-Honoré, il est inhumé à Sainghin-en-Mélantois après une messe en l'église Saint-Philippe-du-Roule.